# Platanthera lancilabris
Platanthera lancilabris är en orkidéart som beskrevs av Rudolf Schlechter. Platanthera lancilabris ingår i släktet nattvioler, och familjen orkidéer. Inga underarter finns listade i Catalogue of Life.